# Удальцовская
Удальцовская — деревня в Верховажском районе Вологодской области.
Входит в состав Коленгского сельского поселения, с точки зрения административно-территориального деления — в Коленгский сельсовет.
Расстояние по автодороге до районного центра Верховажья — 64 км, до центра муниципального образования Ногинской — 12 км. Ближайшие населённые пункты — Григоровская, Нивская, Ногинская.
По переписи 2002 года население — 7 человек.